# Стрейен
Стрейен (нидерл. Strijen) — город и община в провинции Южная Голландия (Нидерланды). Название происходит от одноимённой реки.

## География
Община Стрейен располагается на острове Хуксевард, на берегу эстуария Холландс-Дип. Община занимает территорию 57,72 км², из которых 51,13 км² — суша, и 6,59 км² — водная поверхность.

## История
В средние века это была процветающая община, однако за свою историю она несколько раз стиралась с лица земли пожарами и наводнениями.

## Состав общины
В общину входят деревни Стрейен, Аудендейк, Мокхук и Стрейенсас, а также хутора Силларсхук, Кейзерсдейк, Де-Клем и Стенплатс.